# Gumböle träsk
Gumböle träsk est un étang situé a la limite entre Helsinki et le quartier Sotunki de Vantaa en Finlande.

## Géographie
L'étang de 2,9 hectares est situé  dans la partie sud-ouest du parc national de Sipoonkorpi. 
Le cours d'eau traversant le lac part du côté nord-est du lac, puis se tourne vers le sud, descendant dans le lac Stora Dammen et de là à Karlvik dans le golfe de Finlande près de Korsnäs et Karhusaari,.
L'eau de l'étang est colorée en brun par l'humus. L'étang est entouré d'une tourbière étroite. Les fossés des zones de près de l'étang sont envahis par la végétation. L'étang et les forêts environnantes ont été rattachés au parc national de Sipoonkorpi en 2011.

## Galerie

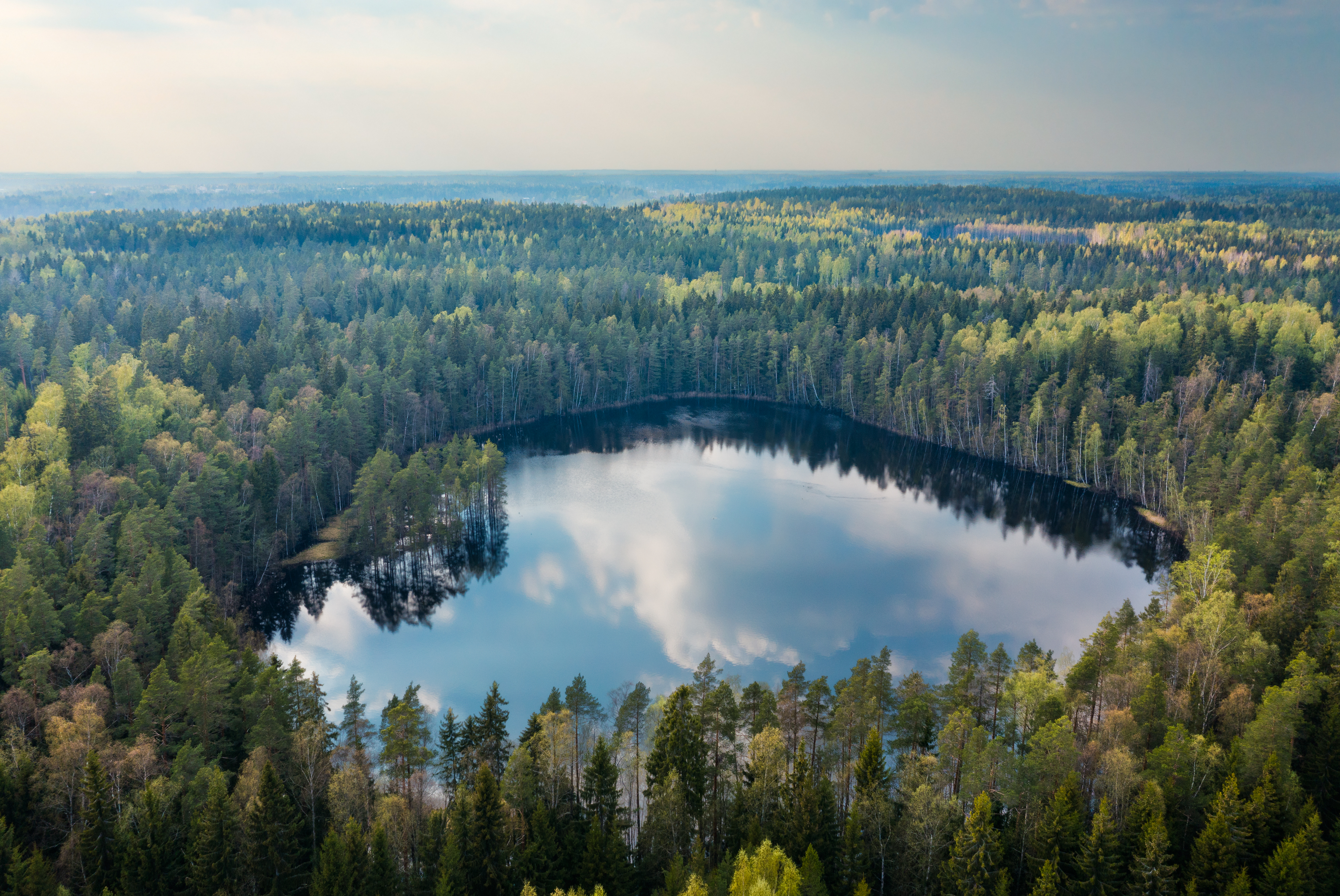
Vue aérienne.
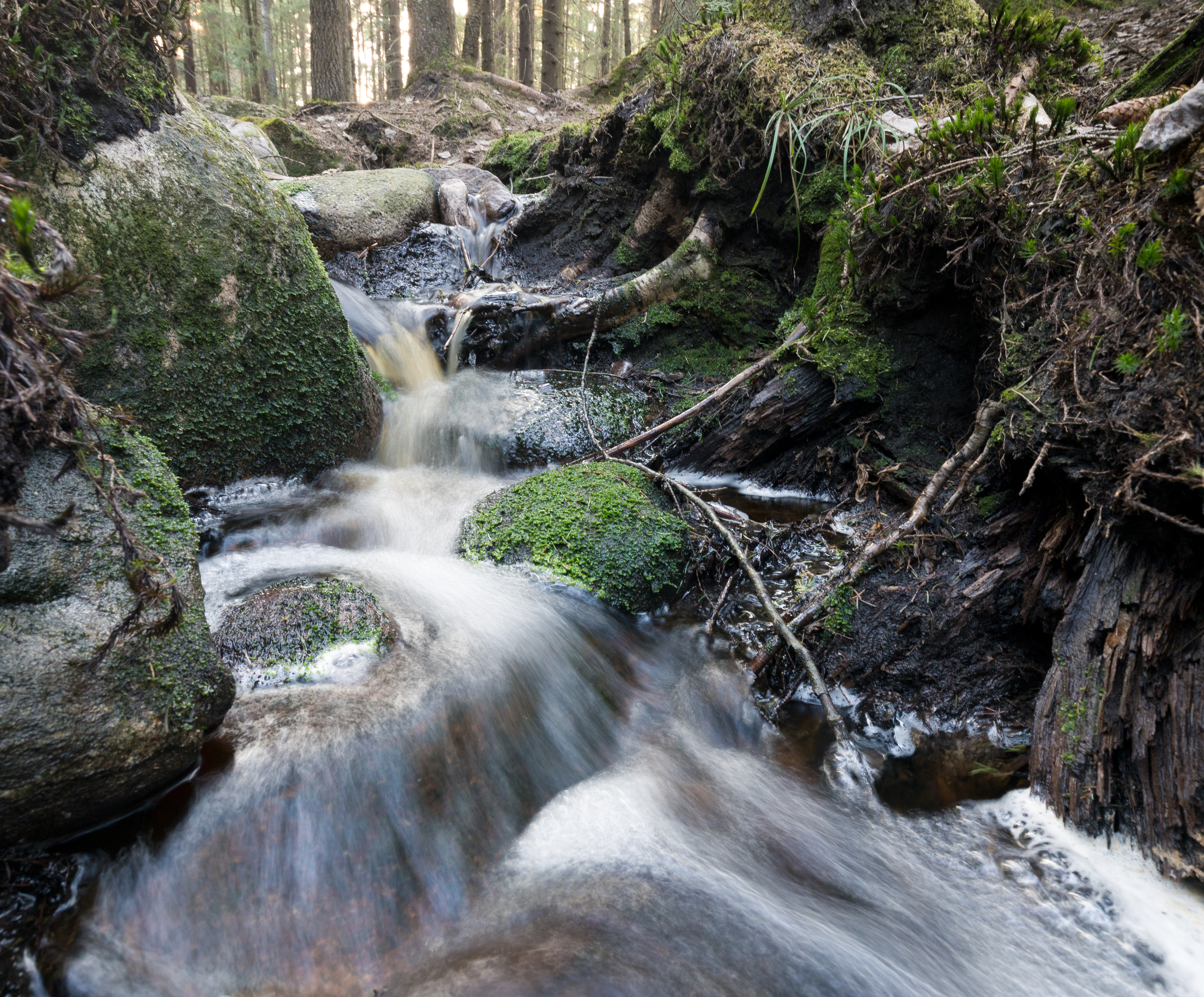
L'eau du lac descend le long du Gumbölenjärvenoja.
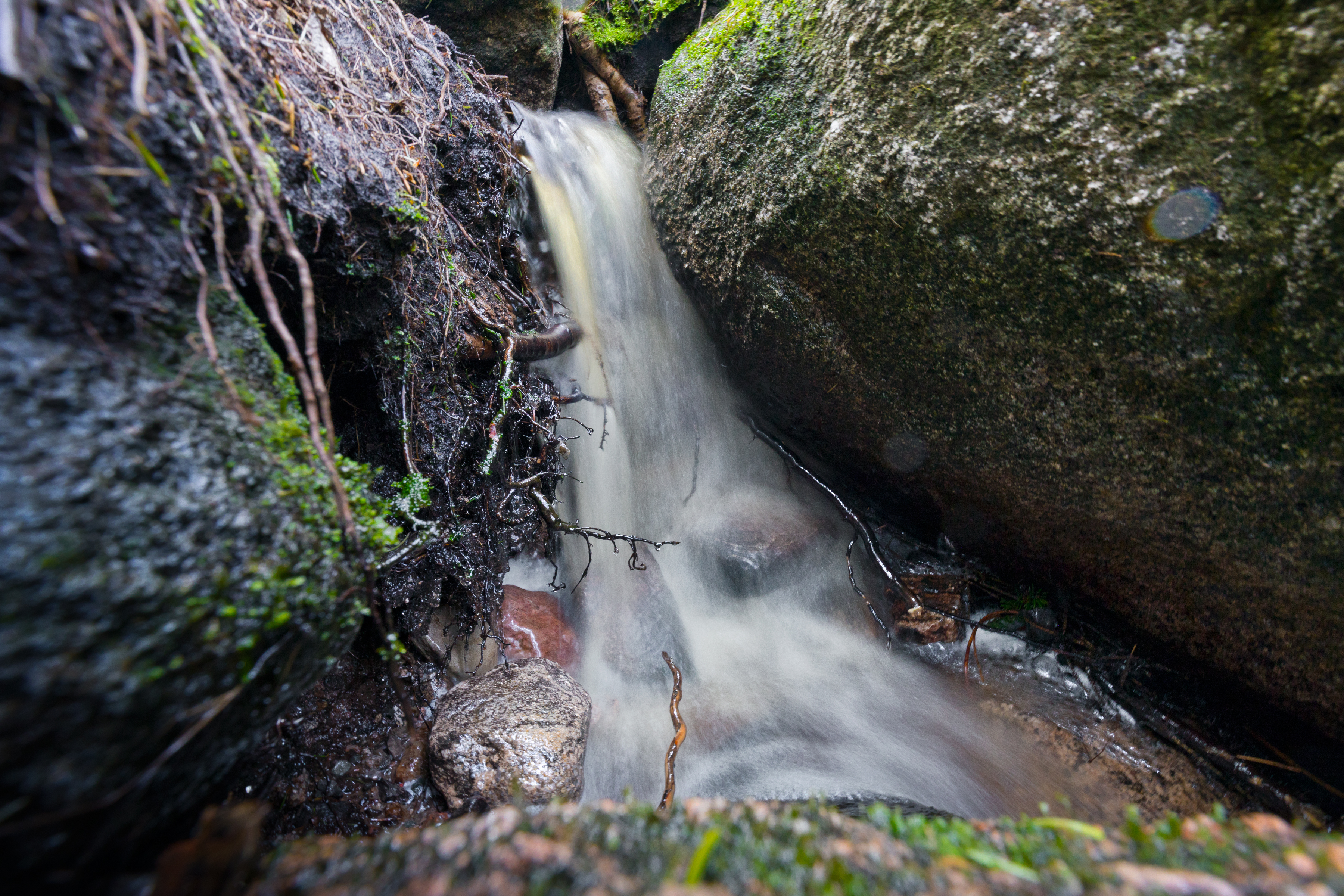
Petite cascade du Gumbölenjärvenoja.